# Monophyllorchis
Monophyllorchis là một chi thực vật có hoa trong họ, Orchidaceae.